# Beneath the Skin
Beneath the Skin je kanadsko-britský hraný film z roku 2015, který režírovali Aaron Ellis a Michael MacKinnley.

## Děj
Jay pochází z Alabamy a rodiče ho vyhodí z domu, protože je gay. Odchází proto do Kanady. Joshua žije v Londýně, ale po smrti své matky se musí přestěhovat do Kanady ke svému otci. Na nové škole však má problémy se spolužáky, kteří ho šikanují. Seznamuje se s Jayem, který se snaží prosadit jako umělecký fotograf. Stane se z nich pár. Jsou však posléze odloučeni, protože je Joshua vyloučen ze školy a musí se vrátit zpět do Anglie.

## Obsazení
| Aaron Ellis     | Joshua          |
| Hunter Page     | Jay Liles       |
| Jamie Knox      | Elijah          |
| Wayne Virgo     | Sam             |
| Lauren Falconer | Rosalie         |
| Rachel Walters  | Kaitlyn         |
| Mike Collins    | Zac             |
| Jake Davies     | Noah            |
| Abbie Mason     | Charlotte       |
| Andy Sechi      | učitel Harris   |
| Allan Yates     | ředitel Wyatt   |
| Michael Aston   | Keith           |
| Clare Hopes     | Elizabeth Bates |
| Hannah Brennen  | Jenny           |
| Paul Dewdney    | Jayův otec      |

## Ocenění
- Accolade Competition: nejlepší film[1]
- Independent Filmmakers Showcase IFS Film Festival: nejlepší LGBT film
- IndieFEST Film: nejlepší film, nejlepší herec v hlavní roli (Aaron Ellis)